# Torre de telecomunicaciones de Bremen

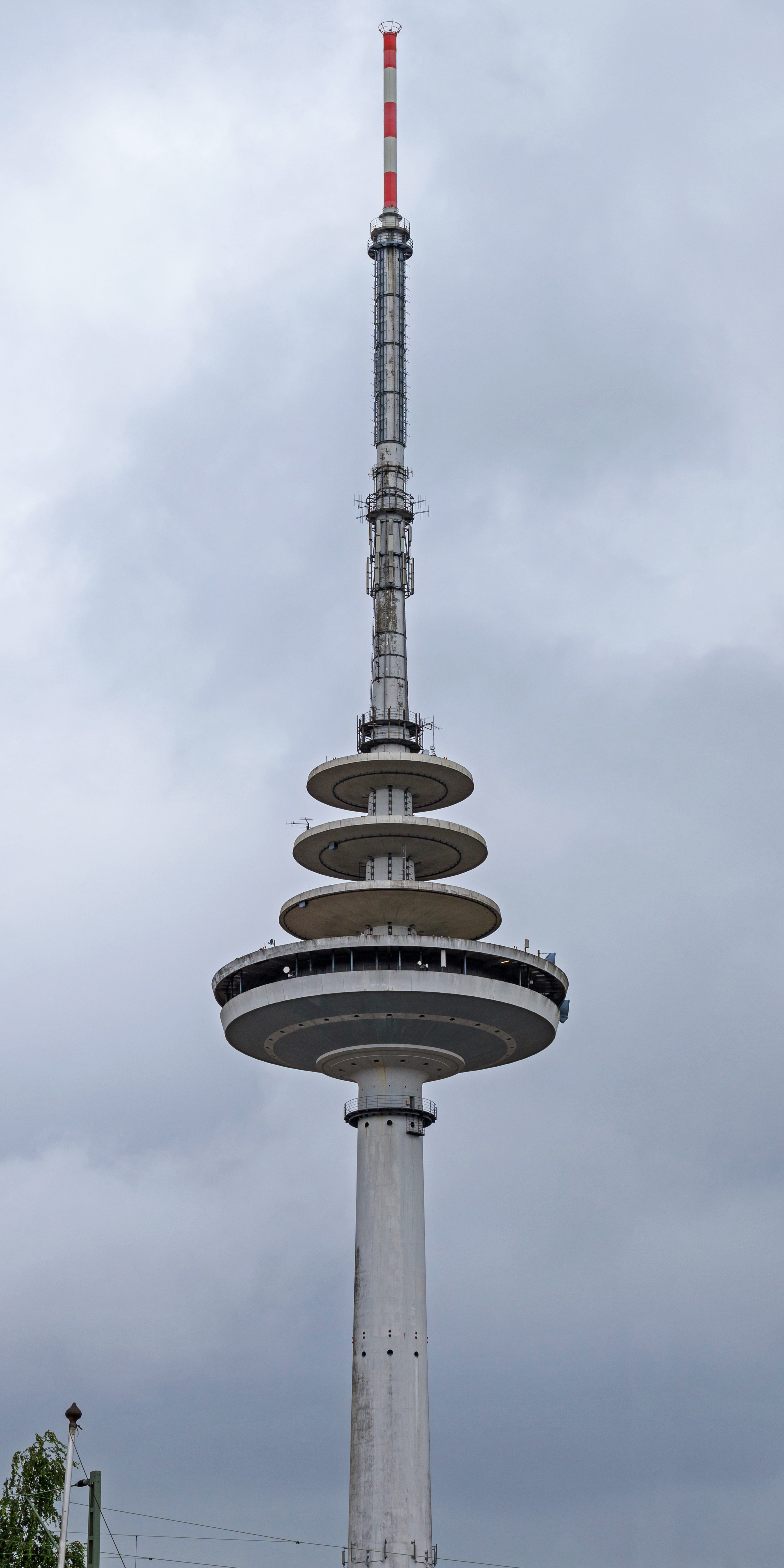
Vista de la torre

La Torre de telecomunicaciones de Bremen (en alemán: Fernmeldeturm Bremen) conocida también como Torre de telecomunicaciones de Bremen-Walle, es una torre de telecomunicaciones en la ciudad de Bremen, al norte de Alemania. Junto con la torre de telecomunicaciones de Münster y la Torre de Friedrich Clemens Gerke en Cuxhaven, es una reproducción de la Torre de telecomunicaciones de Kiel. Tiene 235.7 m de altura. El diámetro del púlpito operativo es de 40 m y se encuentra a 108.2 m de altura. No es accesible al público y está localizada en el distrito de Walle en Bremen. Todo el espectro radiofónico de FM y los programas de televisión de Bremen son transmitidos hoy en día desde la torre. 
Para celebrar el cambio de milenio se propuso instalar un restaurante en la plataforma, pero finalmente este proyecto fue descartado.